# Prvenstvo NSO Split 1987./88.
Prvenstvo Nogometnog saveza općine Split je bila liga šestog ranga natjecanja nogometnog prvenstva Jugoslavije u sezoni 1987./88. 
 
Sudjelovalo je 10 klubova, a prvak je bio Tekstilac iz Sinja. 

## Ljestvica
| mj. | klub                    | ut. | pob. | ner. | por. | gol+ | gol- | bod |
| --- | ----------------------- | --- | ---- | ---- | ---- | ---- | ---- | --- |
| 1.  | Tekstilac Sinj          | 18  | 16   | 1    | 1    | 65   | 18   | 33  |
| 2.  | Proleter Dugopolje      | 18  | 13   | 4    | 1    | 50   | 16   | 30  |
| 3.  | Rašeljka Gornji Vinjani | 18  | 7    | 5    | 6    | 34   | 25   | 19  |
| 4.  | Bratstvo Donji Vinjani  | 18  | 7    | 5    | 6    | 41   | 36   | 19  |
| 5.  | Titov mornar Podgora    | 18  | 7    | 4    | 7    | 36   | 31   | 18  |
| 6.  | Domagoj Konjsko         | 18  | 7    | 3    | 8    | 30   | 30   | 17  |
| 7.  | OSK Otok                | 18  | 6    | 4    | 8    | 26   | 32   | 16  |
| 8.  | Mladost Koprivno        | 18  | 5    | 3    | 10   | 29   | 36   | 13  |
| 9.  | Biokovo Zagvozd         | 18  | 4    | 0    | 14   | 18   | 58   | 8   |
| 10. | Prugovo                 | 18  | 2    | 3    | 13   | 17   | 54   | 7   |

## Rezultatska križaljka
| kratica | klub                    | BIO | BRA | DOM | MLA      | OSK | PRO  | PRU | RAŠ | TEK | TIM |
| --- | ----------------------- | --- | --- | --- | -------- | --- | ---- | --- | --- | --- | --- |
| BIO | Biokovo Zagvozd         |     |     |     |          |     | 0:11 |     |     |     |     |
| BRA | Bratstvo Donji Vinjani  |     |     |     |          |     | 2:4  |     |     |     |     |
| DOM | Domagoj Konjsko         |     |     |     |          |     | 2:3  |     |     |     |     |
| MLA | Mladost Koprivno        |     |     |     |          |     | 0:2  |     |     |     |     |
| OSK | OSK Otok                |     |     |     |          |     | 1:1  |     |     |     |     |
| PRO | Proleter Dugopolje      | 2:1 | 2:1 | 2:1 | 3:0 p.f. | 3:2 |      | 2:0 | 2:2 | 2:2 | 5:0 |
| PRU | Prugovo                 |     |     |     |          |     | 0:4  |     |     |     |     |
| RAŠ | Rašeljka Gornji Vinjani |     |     |     |          |     | 0:1  |     |     |     |     |
| TEK | Tekstilac Sinj          |     |     |     |          |     | 1:0  |     |     |     |     |
| TIM | Titov mornar Podgora    |     |     |     |          |     | 1:1  |     |     |     |     |
| |                         |     |     |     |          |     |      |     |     |     |     |
| podebljan rezultat - utakmice od 1. do 9. kola (1. utakmica između klubova) rezultat normalne debljine - utakmice od 10. do 18. kola (2. utakmica između klubova) rezultat nakošen - nije vidljiv redoslijed odigravanja međusobnih utakmica iz dostupnih izvora rezultat nakošen i smanjen * - iz dostupnih izvora nije uočljiv domaćin susreta prekrižen rezultat - poništena ili brisana utakmica p - utakmica prekinuta 3:0 p.f. / 0:3 p.f. - rezultat 3:0 bez borbe |                         |     |     |     |          |     |      |     |     |     |     |

 Izvori: 